# Nodar Kumaritashvili
Nodar Kumaritashvili (en géorgien : ნოდარ ქუმარიტაშვილი) est un lugeur géorgien, né le 25 novembre 1988 à Bordjomi en Géorgie et mort le 12 février 2010 à Whistler au Canada. 
Lors de sa participation aux Jeux olympiques d'hiver de 2010 de Vancouver au centre des sports de glisse de Whistler, il est victime, lors d'une session d'entraînement le 12 février 2010, d'une sortie de piste qui entraîne sa mort.

## Biographie
Nodar Kumaritashvili est né à Borjomi dans la République socialiste soviétique de Géorgie. À 21 ans, il participe aux Jeux olympiques d'hiver de Vancouver au sein de la délégation géorgienne, qualifié grâce à ses performances en coupe du monde. Son père, David, est à la tête de la fédération géorgienne de luge.

## Accident mortel à Whistler
Engagé au sein de la délégation olympique géorgienne, Nodar Kumaritashvili est l'un des deux lugeurs de sa nation dans les épreuves de luge en compagnie de Levan Gureshidze. 55e de la coupe du monde 2009 puis 44e de la coupe du monde 2010, Kumaritashvili obtient donc sa qualification olympique qui se déroule sur la piste de Whistler en février 2010, toutefois il n'avait pas pris part aux épreuves pré-olympiques de la coupe du monde lors de la saison 2009. Le jour de la cérémonie d'ouverture des Jeux olympiques le 12 février 2010, il s'élance dans des sessions d'entraînements. Après des chutes d'autres compétiteurs dont notamment le champion olympique en titre Armin Zöggeler ou la Roumaine Violeta Stramaturaru hospitalisée le 11 février 2010, Kumaritashvili descend à son tour la piste de Whistler. Accusant pourtant déjà un retard sur les chronos de référence établis par Albert Demtschenko, il perd le contrôle de son engin à la sortie d'un virage en fin de parcours en tapant le mur intérieur de la piste qui l'éjecte hors de la piste. Le Géorgien heurte alors très violemment un pylône métallique non matelassé supportant la toiture. La vitesse avant impact est estimée à 140 km/h. Rapidement les équipes médicales de secours apportent les premiers soins, l'embarquent dans une ambulance mais constatent son décès à son arrivée à l'hôpital.
Sa mort suscite un grand émoi au sein de l'organisation olympique notamment en raison des vidéos et des photos prises lors de cet accident ainsi que dans son pays. Après une hésitation de la délégation géorgienne de se retirer de l'événement olympique, elle décide de se présenter à la cérémonie d'ouverture avant de confirmer par l'intermédiaire du ministre géorgien des sports et de la culture, Nicholas Ruruna, la participation des autres athlètes présents aux épreuves olympiques.

## Les conséquences de son accident mortel

### La cérémonie d'ouverture

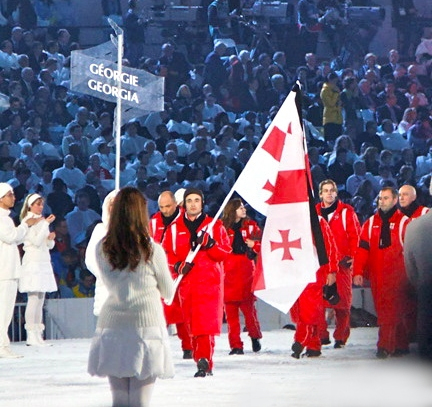
La délégation géorgienne

La délégation géorgienne ayant décidé de se rendre à la cérémonie d'ouverture au BC Place Stadium de Vancouver est saluée lors de son entrée dans le stade par les 55 000 spectateurs debout tout comme la tribune officielle. Cette cérémonie est par ailleurs précédée d'un message sur les écrans du stade à la mémoire du Géorgien. La délégation géorgienne de son côté a arboré un brassard et une écharpe noire lors du défilé des nations.

### Les épreuves olympiques de luge
Alerté par l'accident mortel de Kumaritashvili, le concepteur de la piste de Whistler, l'Allemand Udo Gurgel, souhaite « remonter les parois de 40 à 50 centimètres » et déclare : « Cette piste est rapide, mais le virage 16 est une très, très longue courbe dans laquelle il ne peut normalement pas se passer grand-chose, car la vitesse se réduit fortement. À l'arrivée, la vitesse est de 120 km/h, une vitesse que tout lugeur doit normalement pouvoir contrôler ». Les finales de la luge masculine prévues les 13 et 14 février 2010 ne sont pas déprogrammées et respectent le calendrier prévu.
Toutefois, les lugeurs disposent d'un entraînement supplémentaire le lendemain de l'accident en prévision des manches finales et d'une surélévation du mur dans le virage 16. Par ailleurs, la cabine de départ initialement prévue pour la luge masculine individuelle est remplacée par celle de la luge féminine et du biplace.

### Les enquêtes

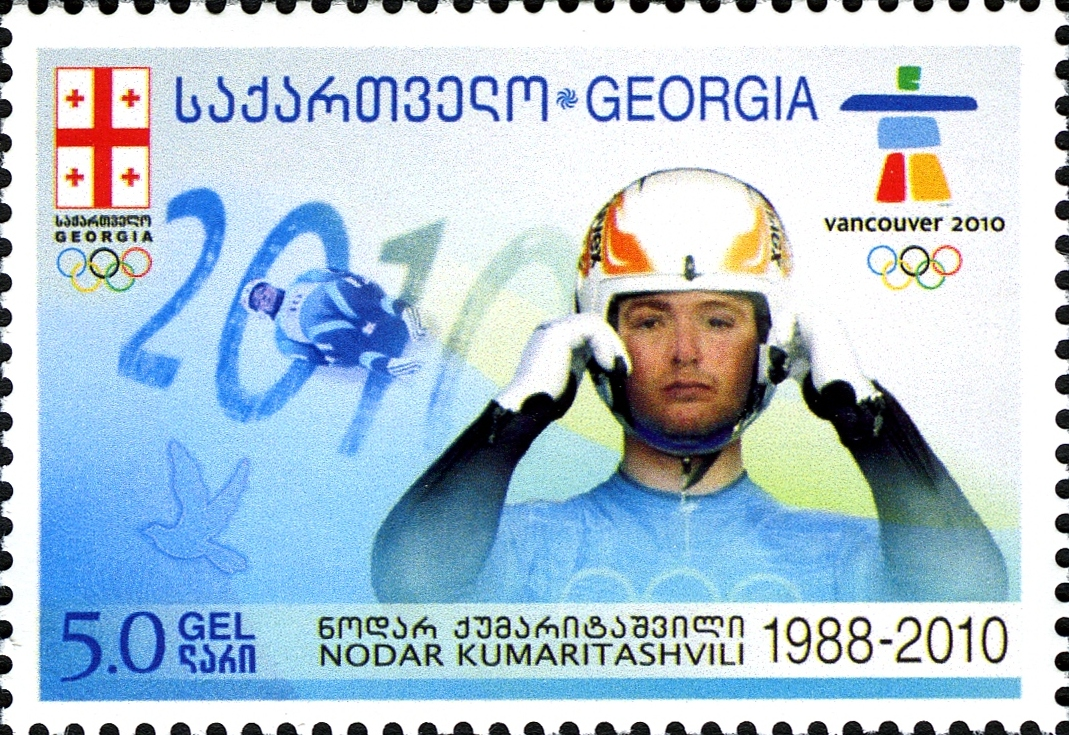
Timbre postal géorgien paru en hommage à Nodar Kumaritashvili.

Immédiatement après l'annonce du décès de Kumaritashvili, la fédération internationale de luge de course (FIL) ouvre une enquête tout comme la police canadienne. L'enquête menée par la FIL conjointement avec le comité d'organisation exclut la thèse du mauvais état de la piste et met en avant l'erreur de pilotage de Kumaritashvili dans ce virage numéro 16, toutefois ils décident de relever le mur à la sortie de ce virage et un « changement de la nature de glace » qu'ils considèrent comme des mesures de préventions avant les manches finales.
Le 5 octobre 2010, la justice canadienne par l'intermédiaire de son magistrat Tom Pawlowski conclut à un décès accidentel dans son rapport de seize pages.

### Les soutiens financiers à la famille
Un mois après ce décès, la fédération internationale de la luge de course décide de soutenir financièrement la famille de Kumaritashvili dont la maison a brûlé il y a quelques années. En raison de cette détresse et de la mort de Nodar, elle donne 10 000 euros pour la reconstruction de leur maison. Tout comme le comité olympique de Vancouver (VANOC) verse une somme grâce à leur police d'assurance à la famille.

### Les futures pistes de luge
Des mesures sont prises par la FIL et la FIBT lors de l'hiver 2010 en exigeant que toutes les nouvelles constructions de pistes ne doivent pas permettre de dépasser la vitesse de 135 km/h, sur les conseils d'un expert indépendant. La piste olympique de Sotchi doit introduire cette exigence. Également, d'autres mesures de sécurité sont annoncées tels que les ajouts supplémentaires de barrières de sécurité sur les pistes.

## Les morts aux Jeux olympiques

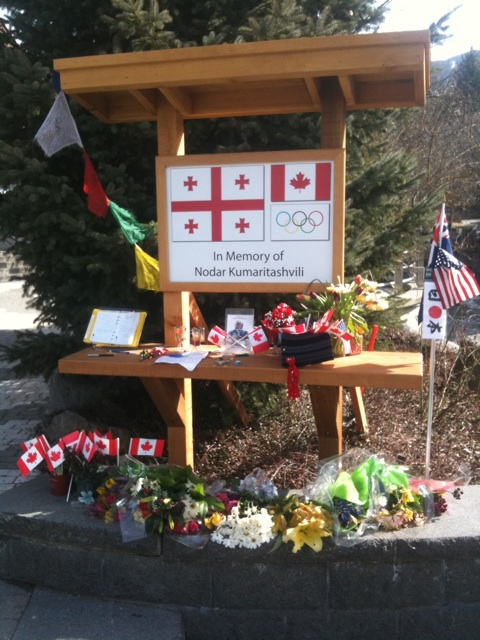
Mémorial à Whistler.

Cinquième sportif tué lors d'une épreuve, d'un entraînement officiel ou hors compétition lors de Jeux olympiques d'hiver, Nodar Kumaritashvili rejoint donc le skieur australien Ross Milne (mort en 1964), le lugeur britannique Kazimierz Kay-Skrzypeski (mort en 1964), le médecin de l'équipe autrichienne Jörg Oberhammer (mort en 1988) et le skieur de vitesse Nicolas Bochatay (mort en 1992).